# 紅寶石發展
紅寶石發展有限公司，簡稱紅寶石發展（英語：RUBY HOLDINGS LIMITED，港交所除牌時0235.HK），在1972年由當時信德集團有限公司設立一家投資地產業務。
而股份曾在1972年12月4日於香港交易所主板上市，其後在80年代，則出售給何鴻燊，到了1991年，印尼財團金光集團黃鴻年開始入主，12月21日，更名為中策集團有限公司。

## 外部連結
- CSHGroup.com